# Bulbophyllum lupulinum
Bulbophyllum lupulinum är en orkidéart som beskrevs av John Lindley. Bulbophyllum lupulinum ingår i släktet Bulbophyllum och familjen orkidéer. Inga underarter finns listade i Catalogue of Life.